# Rolex Shanghai Masters 2024
Rolex Shanghai Masters 2024 byl tenisový turnaj na mužském profesionálním okruhu ATP Tour, hraný na stadionu Čchi-čung v Min-changu. Třináctý ročník Shanghai Masters probíhal mezi 2. a 13. říjnem 2024 v nejlidnatějším čínském městě – Šanghaji, na dvorcích s tvrdým povrchem DecoTurf.
Turnaj dotovaný 10 298 535 dolary patřil do kategorie ATP Tour Masters 1000. Nejvýše nasazeným singlistou se stala světová jednička Jannik Sinner z Itálie. Jako poslední přímý účastník do dvouhry nastoupil francouzský 91. hráč žebříčku Arthur Cazaux. V důsledku invaze Ruska na Ukrajinu na konci února 2022 řídící organizace tenisu ATP, WTA a ITF s grandslamy rozhodly, že ruští a běloruští tenisté mohli dále na okruzích startovat, ale do odvolání nikoli pod vlajkami Ruska a Běloruska.
Sedmnáctý singlový titul na okruhu ATP Tour vybojoval Ital Jannik Sinner, který si postupem do finále zajistil premiérové završení sezóny na pozici konečné světové jedničky. Jako první od Nadala v roce 2018 vyhrál během kalendářního roku tři Mastersy. Čtyřhru ovládli Nizozemec Wesley Koolhof s Chorvatem Nikolou Mektićem. Po triumfu v Indian Wells získali druhý sezónní Masters a celkově pátý společný titul.

## Rozdělení bodů a finančních odměn

### Rozdělení bodů
| Soutěž  | Soutěž      | vítězové | finalisté | semifinalisté | čtvrtfinalisté | 16 v kole | 32 v kole | 64 v kole | 96 v kole | Q  | Q2 | Q1 |
| ------- | ----------- | -------- | --------- | ------------- | -------------- | --------- | --------- | --------- | --------- | -- | -- | -- |
| dvouhra | [ 2 ] [ 6 ] | 1000     | 650       | 400           | 200            | 100       | 50        | 30        | 10        | 20 | 10 | 0  |
| čtyřhra | [ 7 ]       | 1000     | 600       | 360           | 180            | 90        | 0         | —         | —         | —  | —  | —  |

### Finanční odměny
| Soutěž                                | Soutěž      | vítězové    | finalisté | semifinalisté | čtvrtfinalisté | 16 v kole | 32 v kole | 64 v kole | 96 v kole | Q2       | Q1      |
| ------------------------------------- | ----------- | ----------- | --------- | ------------- | -------------- | --------- | --------- | --------- | --------- | -------- | ------- |
| dvouhra                               | [ 2 ] [ 6 ] | 1 100 000 $ | 585 000 $ | 325 000 $     | 185 000 $      | 101 000 $ | 59 000 $  | 34 550 $  | 23 250 $  | 13 500 $ | 7 000 $ |
| čtyřhra                               | [ 7 ]       | 447 300 $   | 236 800 $ | 127 120 $     | 63 600 $       | 34 100 $  | 18 640 $  | —         | —         | —        | —       |
| částky ve čtyřhře jsou uvedeny na pár |             |             |           |               |                |           |           |           |           |          |         |

## Mužská dvouhra

### Nasazení
| Stát                         | Hráč                    | ATP | Nasazení |
| ---------------------------- | ----------------------- | --- | -------- |
| Itálie                       | Jannik Sinner           | 1.  | 1.       |
| Německo                      | Alexander Zverev        | 3.  | 2.       |
| Španělsko                    | Carlos Alcaraz          | 2.  | 3.       |
| Srbsko                       | Novak Djoković          | 4.  | 4.       |
|                              | Daniil Medveděv         | 5.  | 5.       |
|                              | Andrej Rubljov          | 6.  | 6.       |
| USA                          | Taylor Fritz            | 7.  | 7.       |
| Norsko                       | Casper Ruud             | 9.  | 8.       |
| Bulharsko                    | Grigor Dimitrov         | 10. | 9.       |
| Řecko                        | Stefanos Tsitsipas      | 12. | 10.      |
| USA                          | Tommy Paul              | 13. | 11.      |
| Dánsko                       | Holger Rune             | 14. | 12.      |
| USA                          | Frances Tiafoe          | 17. | 13.      |
| USA                          | Ben Shelton             | 15. | 14.      |
| Itálie                       | Lorenzo Musetti         | 18. | 15.      |
| Francie                      | Ugo Humbert             | 15. | 16.      |
| Spojené království           | Jack Draper             | 20. | 17.      |
| Kanada                       | Félix Auger-Aliassime   | 22. | 18.      |
| Chile                        | Alejandro Tabilo        | 23. | 19.      |
| Austrálie                    | Alexei Popyrin          | 24. | 20.      |
| Francie                      | Arthur Fils             | 21. | 21.      |
| Argentina                    | Sebastián Báez          | 26. | 22.      |
| Kazachstán                   | Alexandr Bublik         | 27. | 23.      |
|                              | Karen Chačanov          | 25. | 24.      |
| Chile                        | Nicolás Jarry           | 29. | 25.      |
| Austrálie                    | Jordan Thompson         | 28. | 26.      |
| Argentina                    | Francisco Cerúndolo     | 31. | 27.      |
| Itálie                       | Flavio Cobolli          | 30. | 28.      |
| Itálie                       | Matteo Arnaldi          | 36. | 29.      |
| Česko                        | Tomáš Macháč            | 33. | 30.      |
| Argentina                    | Tomás Martín Etcheverry | 37. | 31.      |
| USA                          | Brandon Nakashima       | 35. | 32.      |
| Česko                        | Jiří Lehečka            | 34. | 33.      |
| Žebříček ATP k 30. září 2024 |                         |     |          |

### Jiné formy účasti
Následující hráči obdrželi divokou kartu do hlavní soutěže:
- Čou I
- Kei Nišikori
- Stan Wawrinka
- Coleman Wong
- Wu I-ping

Následující hráč získal zvláštní výjimku:
- Pu Jün-čchao-kche-tche

Následující hráči nastoupili pod žebříčkovou ochranou:
- Pablo Carreño Busta
- Marin Čilić
- Reilly Opelka

Následující hráči postoupili z kvalifikace:
- Térence Atmane
- Mattia Bellucci
- Gabriel Diallo
- Dan Evans
- Jegor Gerasimov
- Li Tu
- Ramkumar Ramanathan
- Denis Shapovalov
- Zachary Svajda
- Aleksandar Vukic
- Josuke Watanuki
- Bejbit Žukajev

Následující hráč postoupil z kvalifikace jako šťastný poražený:
- Billy Harris

### Odhlášení
před zahájením turnaje
- Nuno Borges → nahradil jej  Damir Džumhur
- Alex de Minaur → nahradil jej  Jaume Munar
- Jack Draper → nahradil jej  Billy Harris
- Hubert Hurkacz → nahradil jej  Christopher O'Connell
- Sebastian Korda → nahradil jej  Alexandre Müller
- Dušan Lajović → nahradil jej  Zizou Bergs
- Fábián Marozsán → nahradil jej  Taró Daniel
- Thiago Monteiro → nahradil jej  Arthur Cazaux
- Cameron Norrie → nahradil jej  David Goffin
- Sebastian Ofner → nahradil jej  Aleksandar Kovacevic
- Jan-Lennard Struff → nahradil jej  Luca Nardi

## Mužská čtyřhra

### Nasazení
| Stát                                                                    | Hráč              | Stát               | Hráč             | ATP | Nasazení |
| ----------------------------------------------------------------------- | ----------------- | ------------------ | ---------------- | --- | -------- |
| Španělsko                                                               | Marcel Granollers | Argentina          | Horacio Zeballos | 2.  | 1.       |
| Salvador                                                                | Marcelo Arévalo   | Chorvatsko         | Mate Pavić       | 7.  | 2.       |
| Austrálie                                                               | Matthew Ebden     | Spojené království | Joe Salisbury    | 16. | 3.       |
| Itálie                                                                  | Simone Bolelli    | Itálie             | Andrea Vavassori | 21. | 4.       |
| Indie                                                                   | Rohan Bopanna     | Chorvatsko         | Ivan Dodig       | 31. | 5.       |
| Finsko                                                                  | Harri Heliövaara  | Spojené království | Henry Patten     | 32. | 6.       |
| Spojené království                                                      | Neal Skupski      | Nový Zéland        | Michael Venus    | 37. | 7.       |
| USA                                                                     | Austin Krajicek   | USA                | Rajeev Ram       | 39. | 8.       |
| Žebříček ATP k 23. září 2024; číslo je součtem umístění obou členů páru |                   |                    |                  |     |          |

### Jiné formy účasti
Následující páry obdržely divokou kartu:
- Jamie Murray /  John Peers
- Sun Fa-ťing /  Tche Ž'-ke-le
- Wang Ao-žan /  Čou I

Následující pár nastoupil pod žebříčkovou ochranou:
- Pablo Carreño Busta /  Pedro Martínez

Následující páry nastoupily z pozice náhradníků:
- Miguel Ángel Reyes-Varela /  John-Patrick Smith
- Petros Tsitsipas /  Stefanos Tsitsipas

### Odhlášení
před zahájením turnaje
- Taylor Fritz /  Holger Rune → nahradili je  Petros Tsitsipas /  Stefanos Tsitsipas
- Kevin Krawietz /  Tim Pütz → nahradili je  Ariel Behar /  Robert Galloway
- Max Purcell /  Jordan Thompson → nahradili je  Miguel Ángel Reyes-Varela /  John-Patrick Smith

## Přehled finále

### Mužská dvouhra
- Jannik Sinner vs.  Novak Djoković, 7–6(7–4), 6–3

### Mužská čtyřhra
- Wesley Koolhof /  Nikola Mektić vs.  Máximo González /  Andrés Molteni, 6–4, 6–4